# Senoculifer simplicibulbis
Senoculifer simplicibulbis is een spinnensoort in de taxonomische indeling van de renspinnen (Philodromidae).
Het dier behoort tot het geslacht Senoculifer. De wetenschappelijke naam van de soort werd voor het eerst geldig gepubliceerd in 1936 door Balogh.